# Вот и лето прошло… (фильм)
«Вот и лето прошло…» — советский детский телефильм 1972 года режиссёра Александра Игишева по сценарию Аркадия Инина.

## Сюжет
Хроника одного дня, последнего дня лета — 31 августа. Герой фильма — Темка — завтра идет в первый класс. А сегодня он с мамой и папой только вернулся домой после отдыха на море. И за этот единственный «сумасшедший» день его несколько беззаботным родителям необходимо и собрать сына в школу и решить множество дел… А у Тёмки — свои важные «дела», которые он непременно должен завершить до школы.— Советский экран, 1972
Завтра, первого сентября, семилетний мальчик Тёма должен идти в школу, начнётся новая жизнь, и ему нужно кое-что завершить…
Вначале нужно сделать доброе дело — забросать во дворе дома яму, а то в неё все падают (вообще-то это он сам вырыл эту яму), к чему он под видом игры «в войнушку» привлекает своих друзей по двору Савочку, Игоря, девочку Женю и других. Когда ребята поднося снаряды-кирпичи забрасывают яму, их прогоняет дворничиха тётя Настя — ведь Тёма с ребятами засыпают яму кирпичами «позаимствованными» со стройки…
Тёма отправляется готовиться к школе: его старший друг Сенька рассказал, что в школе надо весь урок — 45 минут — молчать. Тёма решает попробовать. Дети дразнят его, тетя Настя заступается, но Тёма даже не говорит ей «спасибо», и она жалуется его маме, а та не понимая, что такое с ребёнком пугается его молчанием начинает думать, что ребёнку нужен врач.
Теперь надо уладить ещё одно недоразумение: Тёма приводит домой соседа Толика, месяц назад у них была драка и Тёме досталось, а теперь вот Тёма отлупил его. Потому что папа сказал, что нужно давать сдачи если тебя бьют. Но теперь-то они с Толиком друзья, и папа объясняет сыну, что он совсем не то имел ввиду — и раз уж подружились, то драться незачем, но сердится ещё больше узнав, что Тёма сказал Толиковой маме, что стукнуть друга ему велел папа. Родители наказывают сына, заперев его дома с бабушкой.
Тёма, естественно, сбегает, ведь у него неотложные дела — нужно проведать лежащего в больнице друга Костика и зайти в свой детский сад, проведать любимую воспитательницу.
Вернувшись во двор, Тёма видит, как дворничиха тётя Настя, собрав ребят, выясняет, кто разбил стекло, и грозит вызвать милицию. Тёма, как без пяти минут уже школьник и пионер, честно признаётся, что это его рук дело, но это было давно и вообще случайно. Растроганная дворничиха даёт Тёме полить двор из шланга — такой высокой чести удостаиваются во дворе только за действительно выдающиеся заслуги.
Дома за обман бабушки и побег из дома его наказывают, но потом, простив Тёму, папа рассказывает ему о героях поэмы Константина Симонова «Сын артиллериста», и Тёма засыпает, чтобы на следующее утро проснуться уже школьником.

## В ролях
- Лёня Наумов — Тёма
- Света Анисимова — Женя
- Эльвира Гарина — Галина Сергеевна Рыбакова, мама Тёмы
- Борис Гитин — Андрей Рыбаков, папа Тёмы
- Галина Макарова — бабушка Наташа, мама Галины, бабушка Тёмы
- Леонид Каневский — дядя Гарик
- Мария Зинкевич — тётя Настя, дворник
- Зоя Осмоловская — парикмахер
- Александра Зимина — прохожая, объяснявшая Тёме про время
- Владимир Станкевич — Саввочка
- Галина Рогачёва — мама Саввочки
- Тамара Муженко — женщина на школьном базаре
- и другие

## О фильме
Фильм снят по дебютному — дипломному киносценарию Аркадия Инина, по его словам в основе сюжета были наблюдения за его сыном, который собирался 1 сентября идти в первый класс, и писал сценарий он с натуры — начав прямо в то самое утро 31 августа.

Сценарий принят к постановке благодаря случайному совпадению: режиссёр узнал в его герое своего сына, редактор — свою дочь, а директор — свою внучку. Поэтому, избегая лишних подозрений, я делаю официальное заявление: «Все действующие лица и события в фильме вымышленные. Всякие возможные совпадения с реальными лицами и событиями являются случайностью».— сценарист фильма Аркадий Инин